# Rasbora ennealepis
Rasbora ennealepis är en fiskart som beskrevs av Roberts, 1989. Rasbora ennealepis ingår i släktet Rasbora och familjen karpfiskar. IUCN kategoriserar arten globalt som sårbar. Inga underarter finns listade i Catalogue of Life.